# Дубня (приток Шуицкой Дубни)
Дубня — река в России, протекает по Киришскому району Ленинградской области и Чудовском районе Новгородской области. Устье реки находится в 1 км по левому берегу реки Шуицкой Дубни. Длина реки составляет 12 км, площадь водосборного бассейна 29 км².

## Данные водного реестра
По данным государственного водного реестра России относится к Балтийскому бассейновому округу, водохозяйственный участок реки — Волхов, речной подбассейн реки — Волхов. Относится к речному бассейну реки Нева (включая бассейны рек Онежского и Ладожского озера).
Код объекта в государственном водном реестре — 01040200612102000019179.